# BMW M

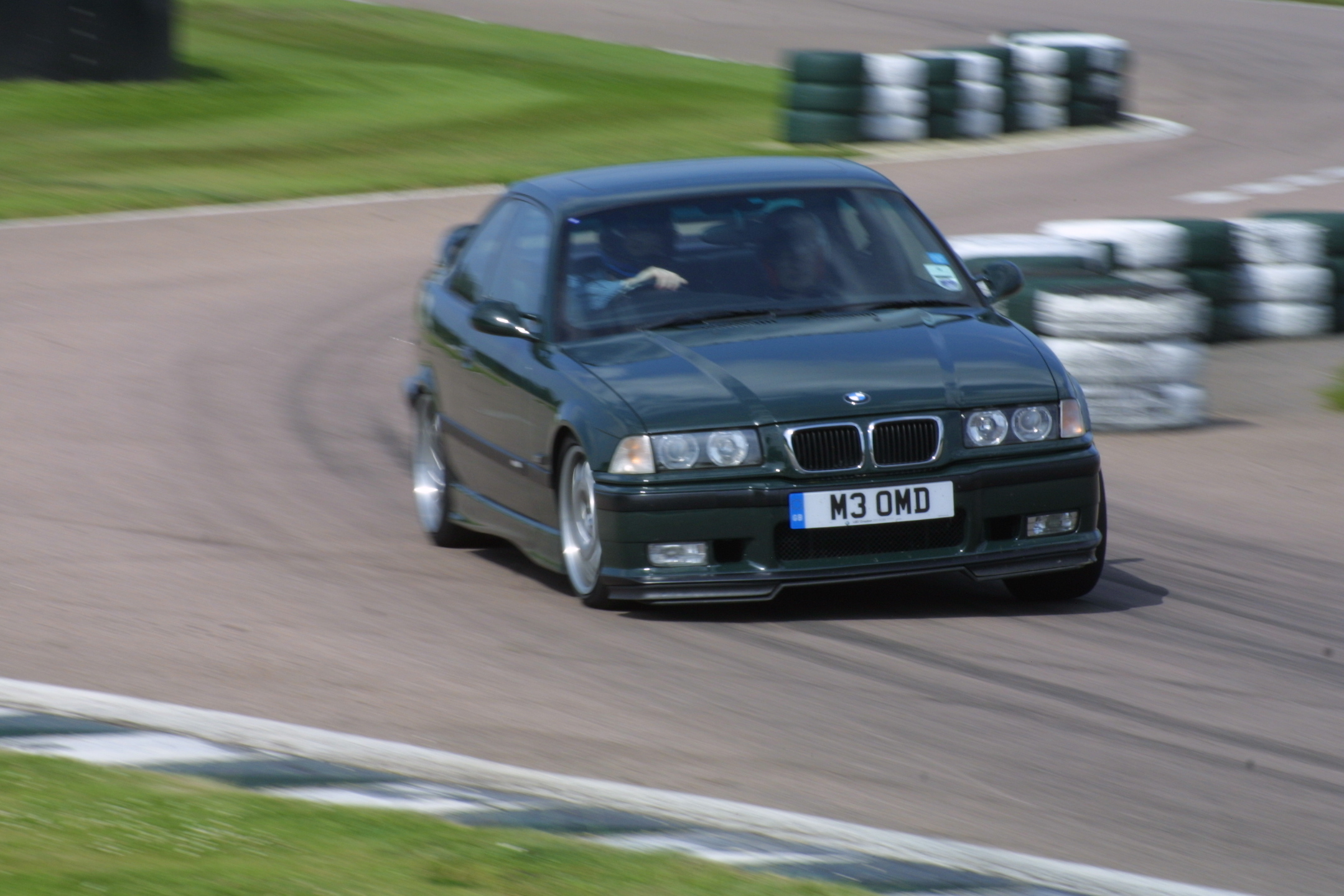
BMW E36 M3.

BMW M, eller BMW Motorsport GmbH, är ett dotterbolag till BMW som bland annat sysslar med utveckla och producera högpresterande fordonsteknik. Denna teknik används i modifierade BMW, och i dagsläget finns modellerna M2, M3, M4, M5, M6, M8 samt BMW Z4M. Även en M1 har funnits och är den första M-modellen, den har dock inget att göra med den nuvarande 1-serien.

## Historia
År 1972, den 24 maj, bestämde sig BMW:s styrelse för att starta dotterbolaget Motorsport GmbH, som skulle ha hand om BMW:s motorsport. Först ut blev modellen 3.0 CSL, som bland annat gav BMW en rad olika vinster i olika europeiska tävlingar. I slutet av 1970-talet blev dessutom 3.0 CSL godkänd för gatukörning, vilket var början på ny era av prestandabilar från BMW.
Företaget började så småningom att byta karaktär, från Motorsport GmbH till M GmbH, där man alltså inte hade all betoning på motorsport utan även på gatbilar. 1978 visade BMW M under Paris Motor Show upp deras första bilmodell med beteckningen M – BMW M1.
Sedan dess har en rad olika M-modeller presenterats, däribland M535i, M3, M5, M6 samt prototyper som M8.

### BMW M-modeller genom tiderna

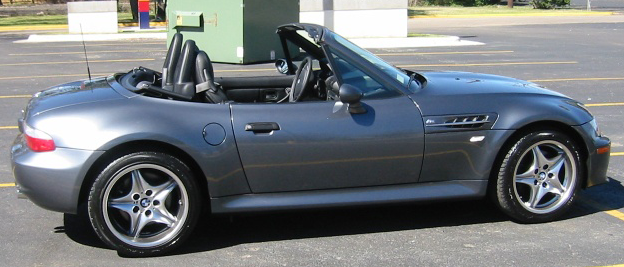
M Roadster.

#### Modeller
- E26 M1 (1979–1981)
- E12 M535i (1980–1981)
- E24 M635CSi (1983–1989)
- E24 M6 (1983–1989)
- E23 745i SA (1984–1986)
- E28 M535i (1984–1987) anses ej som en äkta M då den inte har en M motor.
- E28 M5 (1984–1987)
- E30 M3 (1985–1990)
- E30 M3, cabriolet (1988–1991)
- E34 M5 (1988–1995)
- E34 M5 Touring (1992–1995)
- E36 M3 (1992–1999)
- E31 850CSi (1992–1996)
- E36 M3, cabriolet (1994–1999)
- E36 M3, sedan (1994–1997)
- E36 M3 R (1994)
- E36 M3 GT (1995)
- E36 M3 Evo (?)
- E34 BMW M540 (1995) Kanadamodell byggd i 32 exemplar
- E36 M3 GT2 (?)
- E36 M3 GTR DTM (?)
- E36 M3, ny motor (1996–1999)
- E36/7 M Coupe (1998–?)
- E36/7 M Roadster (1998–?)
- E39 M5 (1998–2003)
- E46 M3 (2000–?)
- E36/7 M Coupe, ny motor (2001–?)
- E36/7 M Roadster, ny motor (2001–?)
- E46 M3 GTR (2001)
- E60 M5 (2004–nutid)
- E61 BMW M5 Touring (2005–nutid)
- E63 M6 (2005–nutid)
- E64 M6, cabriolet (2006–nutid)
- E85 M Roadster (2006–nutid)
- E86 M Coupe (2006–nutid)
- E92 M3 Coupe (2007–nutid)
- E90 M3 (2007–2012)
- F80 M3 (2013–nutid)

#### Prototyper
- E31 M8 (1991)
- E36 M3 Compact (1996) Byggd endast i ett exemplar
- E39 M5 Touring (?)
- E61 M5 Touring (?)
- E63 M6 CSL (?)
- E87 M1 (1-serien)
- E90 M3 (2007–?)
- E90 1M (2011–?)

#### McLaren F1
Motorn i McLaren F1 är en vidareutveckling av motorn som skulle suttit i BMW M8, en V12:a på 6 liter och 627 hästkrafter.

### Nyare M-modeller
En av de nyare M-modellerna är M5, baserad på f10-karossen. Bilens 8 cylindriga motor genererar upp emot 550 hästkrafter
Ett annat exempel på BMW M:s ingenjörskonst är deras specialtillverkade motor som sitter i McLaren F1 och dess olika varianter.

### M-emblemet
Samtliga BMW M-modeller utrustas, på diverse ställen, med BMW M:s karaktäristiska emblem i vilket färgerna  turkos, blå och röd ingår (se bild ovan).
Även McLaren F1:s BMW M-motor pryds av M-emblemet samt BMW M:s motto – "M Power"

### M Power
M Power, vilket är BMW M:s motto, antyder bland annat att kraften hos den specifika M-modellen kommer från just BMW M.

## Utstyrsel
Även om BMW:s M-modeller ser väldigt alldagliga ut, trots deras prestanda, har de en del säregna drag:
- Karaktäristiska runda M-sidospeglar
- Extra stora luftintag i den främre spoilern
- "Gälar" i sidan av de främre stänkskärmarna
- Fyra utblås på de nyare modellerna, två på de äldre
- Mindre markfrigång
- Större bak- och framspoiler
- Emblem med M-logotypen till höger på bagageluckan
- En liten M-vinge på bagageluckan
- Diverse kolfiberkomponenter både ut- och invändigt
- Dörrtrösklar, ratt, mätartavla, växelspaksknopp, mattor, nycklar, stolar etc. med M-emblem på
- Allmänt mer aggressivt utseende
- Ibland annorlunda motorhuv

## Konkurrenter
BMW M är inte ensamma om specialtillverkningen av diverse BMW-modeller, och har alltså en del konkurrenter. Några av dessa är bland annat Alpina, AC Schnitzer och Hartge.

### Andraspecialtillverkare
Andra specialtillverkare av liknande bilmodeller:
- Alpina
- AC Schnitzer
- Hamann Motorsport
- Hartge
- Koenig Specials